# Maria Beasley

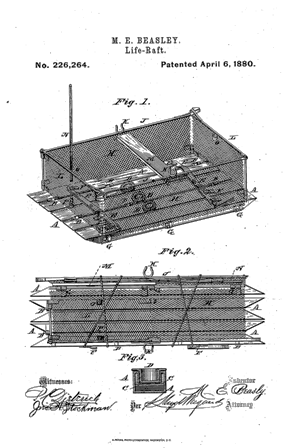
Maria Beasleys livbåt patent, 6 april 1880.

Maria E. Beasley (född Kenny) född 1840-talet i Philadelphia, var en amerikansk entreprenör och uppfinnare. Sammanlagt höll hon fjorton patent i två länder.

## Biografi
Beasley gifte sig 1865. Hon hade olika jobb under sitt liv, bland annat jobbade hon som sömmerska. Mellan 1891 och 1896 katalogiserade Chicago hennes yrke som uppfinnare.
Beasley fick sitt första patent beviljat 1878. Hon hade uppfunnit en maskin för tunnbindning som hon visade vid World Industrial and Cotton Exposition år 1884. Hon ställde även ut sin förbättrade livbåt som patenterades 1882. Beasley tjänade en hel del pengar på sin tunnbindningsmaskin. The Washington Star skrev 1889 att hon ”gjort en liten förmögenhet på en maskin som tillverkade fat”. Hennes uppfinning kunde tillverka upp till 1 500 fat per dag. Hon uppfann även fotvärmare, kastruller, anti-urspårnings enheter för tåg och två förbättrade livbåtsdesigner, dessa även patenterade i Storbritannien. Hennes livbåtar användes bland annat på Titanic.

### Livbåten
Beasley ville skapa en bättre livbåt som var ”brandsäker, kompakt, säker och enkel att sjösätta”. Hon uppfann denna nya design 1880. Hennes nya design inkluderade räcken runt flotten och rektangulära flythjälpmedel av metall. Konstruktionen kunde vikas ihop och vecklas ut för enkel förvaring trots räckena.